# William H. Donaldson

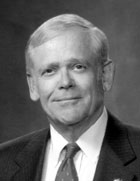
Bill Donaldson (2011)

William „Bill“ Henry Donaldson (* 2. Juni 1931 in Buffalo, New York; † 12. Juni 2024) war ein US-amerikanischer Hochschullehrer und Politiker der Republikanischen Partei, der von 1973 bis 1974 Under Secretary of State for International Security Affairs sowie zwischen  2003 und 2005 Vorsitzender der US-Börsenaufsichtsbehörde SEC (Securities and Exchange Commission) war.

## Leben
Donaldson absolvierte nach dem Schulbesuch zuerst ein grundständiges Studium im Fach Amerikanistik an der Yale University, das er 1953 mit einem Bachelor of Arts (B.A.) beendete. Dort wurde er 1953 Mitglied der akademischen Bruderschaft Skull & Bones. Nachdem er anschließend zwischen 1953 und 1955 seinen Militärdienst beim US Marine Corps geleistet hatte, begann er ein postgraduales Studium im Fach Management an der Harvard Business School, welches er 1958 mit einem Master of Business Administration (M.B.A.) abschloss.
1959 war er Mitgründer der in New York City ansässigen Investmentbank Donaldson, Lufkin & Jenrette, die bei ihrer Übernahme durch Credit Suisse 2001 rund 11.300 Mitarbeiter hatte. Zwischen 1968 und 1980 wirkte er als Trustee der Ford Foundation.
Am 26. November 1973 wurde Donaldson Nachfolger von Curtis W. Tarr als Staatssekretär für internationale Sicherheitsangelegenheiten im US-Außenministerium (United States Under Secretary of State for International Security Affairs) und war bis zu seinem Rücktritt am 10. Mai 1974 enger Mitarbeiter von Außenminister Henry Kissinger. Nachfolger in diesem Amt wurde einige Zeit später Carlyle E. Maw, während er selbst noch für kurze Zeit Sonderberater von Vizepräsident Nelson Rockefeller war.
1974 wurde er Dekan der Yale Business School, der wirtschaftswissenschaftlichen Fakultät der Yale University. Danach kehrte er 1979 in die Privatwirtschaft zurück und gründete die Investmentfirma Donaldson Associates (DA), die unter anderem 100 Millionen US-Dollar in dem Offshore-Finanzplatz Cayman Islands anlegte, später aber einen Großteil dieses Investorenkapitals wieder verlor.
Daneben war er seit 1979 Mitglied des Aufsichtsrates des Tabakkonzerns Philip Morris International und war zugleich zwischen 1982 und 1998 Aufsichtsratsmitglied des Mischkonzerns Honeywell International sowie von 1990 bis 1995 Aufsichtsratsvorsitzender und Chief Executive Officer (CEO) der New York Stock Exchange. Später war er von 2000 bis 2001 Präsident, CEO und Aufsichtsratsvorsitzender des Versicherers Aetna.
Am 18. Januar 2003 wurde Donaldson von US-Präsident George W. Bush als Nachfolger von Harvey Pitt zum Vorsitzenden der Securities and Exchange Commission SEC ernannt, der Bankenaufsichtsbehörde der USA. Diese Funktion bekleidete er bis zum 30. Juni 2005 und wurde danach durch Christopher Cox abgelöst.
Des Weiteren war Donaldson Vorsitzender des Beratungsgremiums von Silvercrest Asset Management und der Andrew Carnegie-Stiftung für internationalen Frieden (Carnegie Endowment for International Peace) sowie als Trustee des Council for Excellence in Government. Ferner engagierte er sich in der Wohltätigkeitsorganisation Alfalfa Club, im Aspen-Institut und im Council on Foreign Relations.